# Pasadur
Pasadur falu Horvátországban, Dubrovnik-Neretva megyében. Közigazgatásilag Lastovo községhez tartozik.

## Fekvése
Makarskától légvonalban 60 km-re délre, Lastovotól légvonalban 6, közúton 13 km-re nyugatra, az ublei kompkikötőtől 3 km-re északra Lastovo szigetének nyugati partján, a Velo és Malo Logo nevű öblökben, részben a szomszédos Prežba szigetén fekszik, mellyel egy kis híd köti össze. Itt található a sziget egyetlen szállodája a Hotel Solitudo.

## Története
A település területén az első ismert épület a 11. századi Szent György templom volt, melyet az 1930-as években bontottak le. A templom körül temető is volt, melyet az éremleletek alapján a 9. és a 10. századra kelteztek. Ezek a leletek megerősítik, hogy a közelben állt a sziget első horvát települése, mely mindenképpen korábbi volt, mint az először 1000-ben említett mai Lastovo település. 1000-ben Orseolo II. Péter velencei dózse hajóhada rajtaütött a neretvánok lastovoi megerősített településén, elfoglalta és felgyújtotta azt. A harcokban a sziget lakosságának nagyobb része elpusztult. A velencei források szerint csak 36 család maradt életben. A velenceiek megszállták a szigetet, mely még 1026-ban Orseolo Ottó idejében is velencei kézen volt. Nem sokkal ezután azonban I. István horvát király kihasználva a velenceiek problémáit és II. Baszileiosz bizánci császár halálát visszafoglalta Lastovot.
A 12. századra a többi horvát területekkel együtt a horvát-magyar királyok uralma alá került. Ebben az időben Lastovo is széleskörű autonómiát élvezett. A következő időszakban hol magyar, hol velencei, hol bizánci uralom alatt találjuk. Miután 1180-ban III. Béla magyar király felszabadította a bizánci uralom alól a Hvari egyházmegye fennhatósága alá rendelte. 1252-ben lakói önszántukból csatlakoztak a Raguzai Köztársasághoz, mely belső autonómiát ígért a számukra. 1486-ban megszűnt a lastovoi autonómia, miután a helyi tanácsot a raguzai nagytanács alá rendelték. A jogok megnyirbálása 1602-ben a szigetlakók lázadásához vezetett, melyet a raguzai hatóságok véresen fojtottak el. 1603-ban a lázadók hívására velencei csapatok szállták meg a szigetet, mely 1606-ban visszatért a Raguzai Köztársaság fennhatósága alá. 1652-ben újabb lázadás tört ki, melynek során a lastovoiak újra felajánlkoztak a Velencei Köztársaságnak, amely azonban ezt ekkor már az újabb felkeléstől tartva elutasította. Ezek után Lastovo végképpen elveszítette az önrendelkezést és most már a köztársaság által diktált feltételekkel a Raguzai Köztársaság része lett. A török hódítás időszakában Lastovo gyakran volt kitéve az ulcinji kalózok támadásainak, ezért a 18. századig helyi katonaság védte a szigetet.
A 18. és 19. század fordulóján a tengerészet fejlődésével lastovoiak is a tenger felé orientálódtak. 1806-ban a Raguzai Köztársaságot legyőző franciák uralma alá került, akik a Lastovo feletti Glavica nevű magaslaton erődöt építettek és a helyi lakosságot az angolok elleni védekezésre mozgósították. 1813. január 28-án az angolok mégis elfoglalták a szigetet, melyet 1815-ben a berlini kongresszus a Habsburgoknak ítélt. 1829-ig a szigeten független bíróság működött, majd ezután a korčulai adminisztráció felügyelete alá rendelték. 1918. november 11-én megkezdődött Dalmácia Olaszországhoz csatolása. Az 1920. november 12-i rapallói egyezmény Zára térségével együtt olasz kézen hagyta. A II. világháború idején röviddel az 1943-as olasz kapituláció után Tito célul tűzte ki Lastovo elfoglalását és Jugoszláviához csatolta. A háború után a szocialista Jugoszlávia része lett. 1953-ig a sziget olasz lakosságának többsége elhagyta Lastovo területét. A háború utáni időszak Lastovot is Vis sorsára juttatta, katonai övezet lett. Pasadur határában számos katonai objektum, köztük sok bunker volt. A JNA haditengerészeti egységei 18 évig tartózkodtak a szigeten. 1971-től a turizmus fellendülésének köszönhetően újra növekedett az állandó lakossága a településnek. 1988-ban enyhítették a tiltást, mely a külföldi állampolgárok Lastovora történő belépésére vonatkozott. A  független Horvátország megalakulása után a JNA egységei még 1992. május 31-ig a szigeten maradtak. 2006. szeptember 29-én a horvát szábor határozatával megalapították a Lastovoi Természetvédelmi Parkot. 2011-ben a településnek 100 lakosa volt, akik főként a halászatból és a turizmusból éltek.

## Népesség
| Lakosság változása | Lakosság változása | Lakosság változása | Lakosság változása | Lakosság változása | Lakosság változása | Lakosság változása | Lakosság változása | Lakosság változása | Lakosság változása | Lakosság változása | Lakosság változása | Lakosság változása | Lakosság változása | Lakosság változása | Lakosság változása |
| ------------------ | ------------------ | ------------------ | ------------------ | ------------------ | ------------------ | ------------------ | ------------------ | ------------------ | ------------------ | ------------------ | ------------------ | ------------------ | ------------------ | ------------------ | ------------------ |
| 1857               | 1869               | 1880               | 1890               | 1900               | 1910               | 1921               | 1931               | 1948               | 1953               | 1961               | 1971               | 1981               | 1991               | 2001               | 2011               |
| 0                  | 0                  | 0                  | 0                  | 0                  | 5                  | 0                  | 2                  | 3                  | 25                 | 10                 | 3                  | 51                 | 79                 | 77                 | 100                |

(1921-ben lakosságát Lastovohoz számították.)

## Nevezetességei
- A prežbai Szent György templom Prežba szigetén, a kis Makarac-sziget mellett, a Veli lag-öbölben állt. A templom 11. században épült, de már a 19. század végén romos állapotban volt és a két világháború között lebontották. Formáját tekintve a lastovoi Szent Lukács templomra hasonlított. Róla kapta a nevét a közeli Jurjeva Luka kikötő.
- A Jurjev-hegyről nagyszerű kilátás nyílik Pasadur és Uble vidékére.
- A kis Makarac-szigeten egy Szent Rafaelnek szentelt kápolna található.
- A prežbai Gjivoje-kápolna.

## Gazdaság
A lakosság fő megélhetési forrása a turizmus, a vendéglátás és a halászat.